# 台湾雀麦
台湾雀麦（学名：Bromus formosanus）为禾本科雀麦属下的一个种。其种加词“formosanus”意为“台湾的”。